# Challenger de Guadalajara 2015
El torneo Jalisco Open 2015 es un torneo profesional de tenis. Pertenece al ATP Challenger Series 2015. Se disputará su 5.ª edición sobre superficie dura, en Guadalajara, México entre el 20 de abril y el 26 de abril de 2015.

## Jugadores participantes del cuadro de individuales
| Favorito | País                      | Jugador                  | Rank1 | Posición en el torneo |
| -------- | ------------------------- | ------------------------ | ----- | --------------------- |
| 1        | Bandera de España         | Adrián Menéndez-Maceiras | 115   | Cuartos de final      |
| 2        | Bandera de Estados Unidos | Austin Krajicek          | 121   | Primera ronda         |
| 3        | Bandera de Estados Unidos | Ryan Harrison            | 126   | Primera ronda         |
| 4        | Bandera de Polonia        | Michał Przysiężny        | 142   | Segunda ronda         |
| 5        | Bandera de Estados Unidos | Denis Kudla              | 150   | Primera ronda         |
| 6        | Bandera de Australia      | John-Patrick Smith       | 155   | Cuartos de final      |
| 7        | Bandera de Estados Unidos | Rajeev Ram               | 185   | CAMPEÓN               |
| 8        | Bandera del Reino Unido   | Brydan Klein             | 204   | Primera ronda         |

- 1 Se ha tomado en cuenta el ranking del 13 de abril de 2015.

### Otros participantes
Los siguientes jugadores recibieron una invitación (wild card), por lo tanto ingresan directamente al cuadro principal (WC):
- Daniel Garza
- Lucas Gómez
- César Ramírez
- Miguel Ángel Reyes-Varela

Los siguientes jugadores ingresan al cuadro principal tras disputar el cuadro clasificatorio (Q):
- Henrique Cunha
- Kevin King
- Luis Patino
- Mauricio Echazu

## Campeones

### Individual Masculino
- Rajeev Ram derrotó en la final a  Jason Jung, 6-1, 6-2

### Dobles Masculino
- Austin Krajicek  /  Rajeev Ram derrotaron en la final a  Marcelo Demoliner  /  Miguel Ángel Reyes-Varela, 7-5, 4-6, [10-6]